# Qubbet Efendina

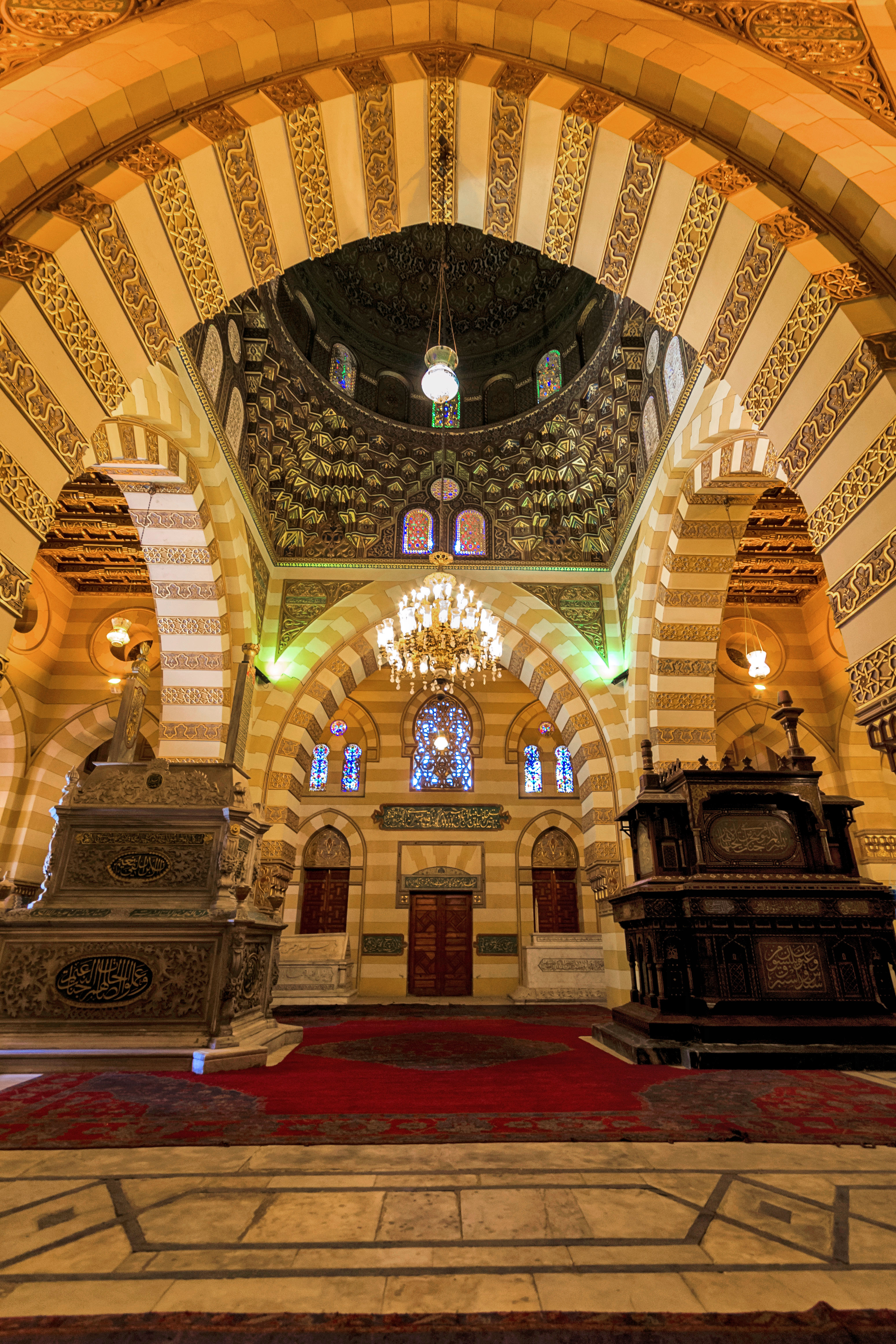
Intérieur du mausolée

Qubbet Efendina (arabe : قبة أفندينا ; « le Dôme de Notre Seigneur »), aussi appelé mausolée du Khédive Tawfiq, est un monument funéraire du XIXe siècle situé dans le quartier d'Afifi à l'extrémité Est du cimetière nord du Caire, en Égypte.

## Description
Le mausolée a été construit en 1894 pour le compte du Khédive Abbas Hilmi II (1892-1914), en mémoire de son père le Khédive Tawfiq Pacha, décédé en 1892. Il a été conçu par l'architecte de la cour royale khédivale Dimitrius Fabricius Pacha (1847–1907) dans un style architectural néo-mamelouk.
Outre les deux khédives et leur famille proche, il abrite également les tombes plus anciennes de Bamba Qadin (en), mère d'Abbas Hilmi Ier, et celle de Said Pasha, déplacée d'Alexandrie en 1954.

## Sépultures notables
- Said Pasha (1822-1863)
- Bamba Qadin (en) (morte en 1871)
- Tawfiq (1852-1892)
- Emina Ilhamy (1858-1931)
- Abbas Hilmi II (1874-1944)
- Mohammed Ali Tewfik (1875-1955)